# Coffee Bean
Coffee Bean (произносится «Кофе бин») — первая появившаяся в Москве сеть кофеен. В настоящее время[когда?] сеть включает 21 кофейню в девяти городах России.

## История

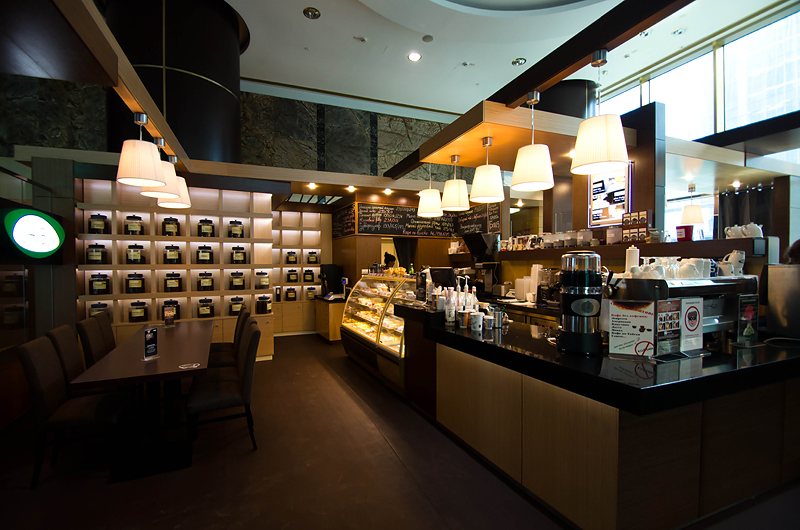
Интерьер кофейни в «Москва-Сити»

В 1996 году возле станции метро «Кузнецкий Мост» открылся магазин элитного кофе «Coffee Bean». Чтобы посетители магазина могли попробовать и оценить предлагаемый кофе, в магазине были поставлены несколько столиков и организовано приготовление кофе для посетителей.
Постепенно «Coffee Bean» приобрёл популярность. Вдохновившись успехом, владельцы магазина открыли ещё несколько кофеен в Москве.
Начиная с 2006 года, кофейни сети открылись в Белгороде, Казани, Рязани, Ульяновске, Владимире, Иваново, Самаре и Звенигороде.
Несмотря на то, что в оформлении всех кофеен присутствуют общие элементы фирменного стиля, каждая из них имеет свой индивидуальный стиль.

«Coffee Bean» на Сретенке

## Интересные факты
- В «Coffee Bean» существует своя школа бариста[8].
- Во всех кофейнях сети запрещено курение[9].
- В «Coffee Bean» впервые появился «раф-кофе», названный в честь постоянного посетителя кофейни Рафаэля. Напиток готовится из эспрессо, ванильного сахара и сливок. Все ингредиенты смешиваются на начальном этапе приготовления в питчере, после чего напиток взбивается паром из эспрессо-машины[10].